# Bosisio Parini
Bosisio Parini – miejscowość i gmina we Włoszech, w regionie Lombardia, w prowincji Lecco.
Według danych na rok 2004 gminę zamieszkiwało 3090 osób, 515 os./km².